# 池場站
池場站（日语：／ Ikeba eki */?）是位於愛知縣新城市池場字渡津呂13號，東海旅客鐵道（JR東海）的飯田線車站。
部位普通列車通過此站。

## 車站構造
車站是一座地面車站，設有1面1線單式月台，中部天龍方向和豐橋方向的列車使用同一月台。
此站由豐川站管理的無人車站。此站沒有車站大樓，車站出入口直接連接月台。

## 歷史
- 1936年（昭和11年）11月2日 - 三信鐵道（日语：三信鉄道）開設「池場停留場」[2]。
- 1943年（昭和18年）8月1日 - 三信鐵道被國有化，成為飯田線的一部分[2][3]。「池場停留場」同時廢止[2]。
- 1946年（昭和21年）12月1日 - 國有鐵道開設「池場站」[2]。
  - 當時，此站只可來往東海道本線濱松至名古屋之間各站，飯田線各站和中央本線上諏訪至鹽尻之間各站和松本站的乘客使用[2]。
- 1952年（昭和27年）12月2日 - 廢除旅客車站的限制[2]。
- 1987年（昭和62年）4月1日 - 伴隨國鐵分割民營化，車站由東海旅客鐵道（JR東海）營運[2][3]。

## 車站周邊
- 國道151號（日语：国道151号）

## 其他
在2001年上映的電影曾經在此站取景。

## 相鄰車站
東海旅客鐵道（JR東海）
 飯田線
■快速
通過
■普通（部分列車通過）
三河川合－池場－東榮

## 注腳
1. ↑  東海旅客鉄道（編）. . 東海旅客鉄道. 2007: 732・733頁 （日语）.
2. 1 2 3 4 5 6 7  石野哲（編）. . JTB. 1998: 101頁. ISBN 978-4-533-02980-6 （日语）.
3. 1 2  曾根悟（監修）. 朝日新聞出版分冊百科編集部（編集） , 编. . 週刊 歴史でめぐる鉄道全路線 国鉄・JR (朝日新聞出版). 2009-07-26, (3): 15–17 （日语）.